# NS32032
NS32032 je mikroprocesor iz obitelji NS32000 (također poznatoj kao 320xx)) što ga je razvila američka tvrtka National Semiconductor. NS32032 se pojavio sredinom 1980-ih i vjerojatno je bio prvi serijski generalni 32-bitni mikroprocesor, ali zbog mnogih razloga nije široko korišten. Serija NS32000 korištena je kao temelj za seriju mikrokontrolera Swordfish.